# Lesley-Ann Brandt
Lesley-Ann Brandt (sinh ngày 2 tháng 12 năm 1981) là một nữ diễn viên gốc Nam Phi (gốc Cape Colour), sống ở Auckland, New Zealand và Los Angeles, Hoa Kỳ. Brandt đã tham gia một số bộ phim truyền hình New Zealand và lần đầu tiên được chú ý trên trường quốc tế với vai cô gái nô lệ Naevia trong loạt phim Spartacus: Blood and Sand. Kể từ tháng 1 năm 2016, cô đóng vai Mê cung (Mazikeen) trong bộ phim truyền hình Lucifer.

## Tuổi thơ
Sinh ra ở Cape Town, Nam Phi, Brandt là người gốc Ấn Độ, Đức, Hà Lan và Tây Ban Nha. Cô là một người nói tiếng Afrikaan lưu loát và có sở thích là yoga, khúc côn cầu và bóng chày. Ở Nam Phi, cô chơi khúc côn cầu chuyên nghiệp.
Năm 1999, Brandt di cư đến Auckland, New Zealand, với bố mẹ và em trai. Brandt bắt đầu công việc bán hàng bán lẻ ở Auckland trước khi có công việc là một nhà tư vấn tuyển dụng công nghệ thông tin. Cô cũng làm việc như một cô gái quảng cáo cho Red Bull. Sau một số công việc người mẫu, cô đã tham gia một số quảng cáo trên truyền hình New Zealand. Cô học diễn xuất và được đào tạo về kỹ thuật Meisner vào năm 2008.

## Sự nghiệp
Vai diễn quan trọng đầu tiên của Brandt là trong loạt phim miễn trừ ngoại giao của loạt phim truyền hình New Zealand. Brandt đã xuất hiện trong vai trò khách mời trong vở opera xà phòng của bệnh viện New Zealand, Shortland Street và This Is Not My Life, một bộ phim khoa học viễn tưởng lấy bối cảnh những năm 2020 tại thị trấn hư cấu Waimoana.